# Brachymeles gracilis
Brachymeles gracilis là một loài thằn lằn trong họ Scincidae. Loài này được Fischer mô tả khoa học đầu tiên năm 1885.

## Hình ảnh

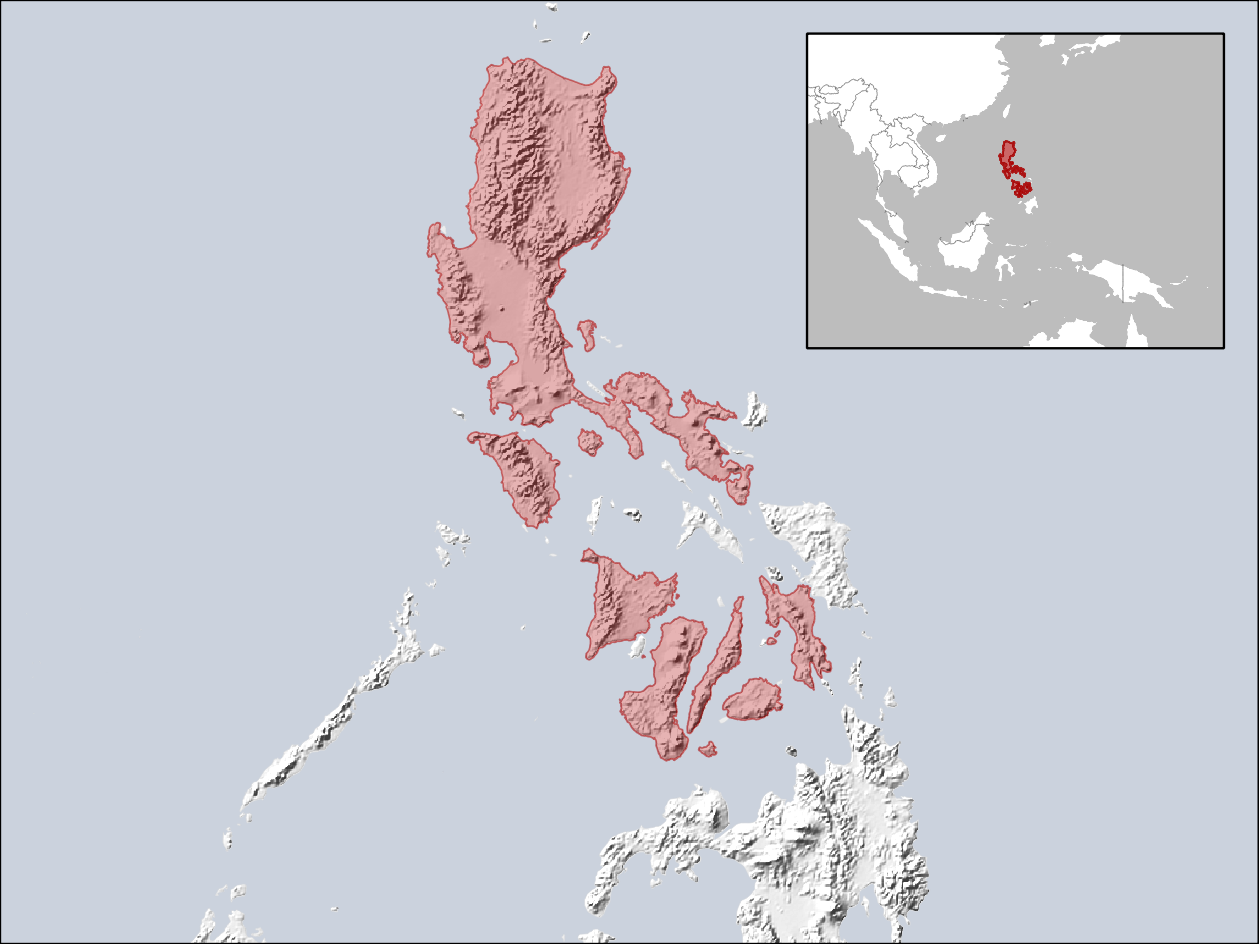